# Jean Becquerel
Jean Antoine Becquerel (Párizs, 1878. február 5. – Pornichet (Loire mente), 1953. július 4.) francia fizikus, Henri Becquerel fia.

## Élete
Csakúgy, mint apja az École polytechnique-n tanult fizikát. Családjában ő volt a negyedik nemzedék, aki fizikusként tagja volt a párizsi Muséum national d'histoire naturelle-nek.

## Munkássága
Kristályok optikai és mágneses tulajdonságait tanulmányozva fedezte fel, hogy a mágneses térbe helyezett kristályon áthaladó polarizált fény polarizációs síkja elfordul az eredetihez képest.
A relativitáselméletről is írt egy könyvet Principe de Relativité et la Théorie de la Gravitation címen. A témával kapcsolatos előadást tartott 1921-ben és 1922-ben az École polytechnique-n és a Muséum d'Histoire Naturelle-n Párizsban.